# 彰化縣員林市僑信國民小學
彰化縣員林市僑信國民小學，為位於彰化縣員林市境內的一所小學。

## 沿革及大事記
- 1959年臺灣省教育廳核配僑胞及各界的八七水災救濟金剩餘款興建校舍，員林鎮公所以一甲地和彰化地方法院看守所用地交換，在現址興建二樓校舍八間。[1]
- 1960年8月1日正式奉准創立「彰化縣員林鎮僑信國民學校」，校名以「僑」字開頭做紀念，本校排序為「信」，首任校長為張耀南先生。[2]
- 1960年10月4日舉行八間教室落成典禮，縣長呂世明蒞臨觀禮，工程費三十五萬一千五百八十七元八角。[3]
- 1961年1月12日，增建的5間教舍舉行落成典禮，縣長呂世明蒞臨觀禮，教舍經費為鎮公所自籌十五萬元，省府補助七萬五千元。 [4]
- 1968年8月1日校名改為「彰化縣員林鎮僑信國民小學」。
- 2003年4月18日設置「彰化縣員林鎮僑信國民小學附設幼稚園」。
- 2012年8月1日「附設幼稚園」更改名「附設幼兒園」。
- 2015年8月8日校名改為「彰化縣員林市僑信國民小學」。

## 歷任校長
- 1960-1962：第一任張耀南
- 1962-1971：第二任張傳亨
- 1971-1984：第三任涂清水
- 1984.02-1984.06：教務主任張西庚代理
- 1984.07-1988.07：第四任王樹金
- 1988.08-1994.01：第五任林鑾海
- 1994.02-2002.01：第六任陳松男
- 2002.02-2010.01：第七任詹達權
- 2010.02-2011.07：第八任張永朗
- 2011.08-2019.01：第九任蕭勝斌
- 2019.02-迄今：第十任黃榮森